# Hybosida dauban
Hybosida dauban är en spindelart som beskrevs av Norman I. Platnick 1979. Hybosida dauban ingår i släktet Hybosida och familjen Palpimanidae.
Artens utbredningsområde är Seychellerna. Inga underarter finns listade i Catalogue of Life.